# Manjaro Linux
Manjaro Linux, o Manjaro, es una distribución GNU/Linux, con Xfce, KDE o GNOME Shell como interfaz de usuario por defecto (además dispone de más interfaces que son soportadas por la comunidad). Se trata básicamente de un sistema operativo libre para computadores personales y enfocado en la facilidad de uso. Está basado en Arch Linux y usa un modelo de desarrollo denominado rolling release o de Liberación continua.

## Relación con Arch Linux
Manjaro Linux está basado en Arch Linux, pero tiene su propio conjunto de repositorios. La distribución apunta a ser amigable con el usuario manteniendo las características de Arch, como por ejemplo el gestor de paquetes Pacman y la compatibilidad con el AUR. Manjaro utiliza tres repositorios: el unstable que contiene los más recientes paquetes de Arch, probablemente con un retraso de uno a dos días; el repositorio testing que agrega paquetes desde el repositorio unstable cada semana; y el repositorio stable que contiene sólo paquetes que son considerados estables por el equipo de desarrollo, además de scripts que ayudan a que las actualizaciones conflictivas se configuren automáticamente sin necesidad de intervención del usuario, como en el caso de las otras ramas, o en Arch Linux.

## Historia
Hasta mediados del año 2015 Manjaro Linux todavía se mantenía en estado beta, pero a partir de septiembre de ese año abandona dicha fase con el cambio de nomenclatura en la numeración de las versiones (Manjaro Linux 15.09 "Bellatrix") y con los elementos claves del sistema final —como el instalador gráfico (Calamares 2.2), el gestor de paquetes, el detector de hardware (mhwd) y el gestor de configuraciones— ya implementados. Las ediciones actuales ya se encuentran en un estado altamente usable y muy estable para el usuario final. En consecuencia, las versiones 18.X ya son lo suficientemente maduras siendo por tanto más sencillas de utilizar.

## Historial de lanzamientos
Entre las versiones 0.8.0 y 0.8.13 "Ascella" (el último lanzamiento de la fase Beta, con fecha del 14 de junio de 2015), la lista de entornos de escritorio ofrecidos, así como la cantidad de programas incluidos en cada lanzamiento fue variando.
La versión 0.8.7 contenía los siguientes entornos de escritorio soportados de manera oficial: XFCE (principal), y OpenBox. Las ediciones comunitarias incluyen: E17, MATE, LXDE, Cinnamon/Gnome-shell, KDE/Razor-qt y Fluxbox. La versión NET-Edition estaba disponible para quienes deseen instalar sus propios entornos de escritorio.
| Versión           | Fecha de lanzamiento |
| ----------------- | -------------------- |
| 0.1 (Alfa)        | 10-07-2011           |
| 0.8 "Ascella"     | 20-08-2012           |
| 0.8.4 "Ascella"   | 25-02-2013           |
| 0.8.8 "Ascella"   | 24-11-2013           |
| 0.8.11 "Ascella"  | 01-12-2014           |
| 15.09 "Bellatrix" | 27-09-2015           |
| 15.12 "Capella"   | 23-12-2015           |
| 16.06 "Daniella"  | 06-06-2016           |
| 16.08 "Ellada"    | 31-08-2016           |
| 16.10 "Fringilla" | 31-10-2016           |
| 17.0 "Gellivara"  | 07-03-2017           |
| 17.1 "Hakoila"    | 31-12-2017           |
| 17.1.6 "Hakoila"  | 26-02-2018           |
| 17.1.12 "Hakoila" | 18-08-2018           |
| 18.0 "Illyria"    | 30-10-2018           |
| 18.0.4 "Illyria"  | 12-03-2019           |
| 18.1 "Juhraya"    | 12-09-2019           |
| 18.1.2 "Juhraya"  | 05-11-2019           |
| 18.1.5 "Juhraya"  | 05-01-2020           |
| 19.0 "Kyria"      | 25-02-2020           |
| 19.0.1 "Kyria"    | 28-02-2020           |
| 19.0.2 "Kyria"    | 11-03-2020           |
| 20.0 "Lysia"      | 26-04-2020           |
| 20.0.2 "Lysia"    | 02-06-2020           |
| 20.0.3 "Lysia"    | 10-06-2020           |
| 20.1 "Mikah"      | 12-09-2020           |
| 20.2 "Nibia"      | 03-12-2020           |
| 21.0 "Ornara"     | 23-03-2021           |
| 21.0.2 "Ornara"   | 19-04-2021           |
| 21.0.3 "Ornara"   | 28-04-2021           |
| 21.0.7 "Ornara"   | 15-06-2021           |
| 21.1.0 "Pahvo"    | 17-08-2021           |
| 21.1.2 "Pahvo"    | 04-09-2021           |
| 21.1.6 "Pahvo"    | 16-10-2021           |
| 21.2.1 "Qonos"    | 03-01-2022           |
| 21.2.2 "Qonos"    | 23-01-2022           |
| 21.3.0 "Ruah"     | 18-06-2022           |
| 22.0.0 "Sikaris"  | 24-12-2022           |
| 22.1.0 "Talos"    | 21-04-2023           |
| 22.1.1 "Talos"    | 6-05-2023            |

Durante su fase Beta, Manjaro 0.8.5 fue la última edición que incluía Cinnamon como edición comunitaria, dado que no era compatible con gtk 3.8, mientras que la edición con Gnome Shell fue agregada en la versión 0.8.3. Sin embargo, gracias al trabajo de la comunidad de Arch en la actualidad, a partir de la Versión Estable 15.09 "Bellatrix", se logró retomar la edición Cinnamon/Gnome-shell. Manjaro 15.09 "Bellatrix" fue la primera versión estable después de la fase Beta.

## Características
Manjaro Linux ofrece de serie el soporte multimedia, una robusta solución para la detección de hardware, soporte para múltiples versiones del kernel y un proceso de instalación gráfico. El modelo de desarrollo rolling release significa que el usuario no necesita reinstalar el sistema en cada lanzamiento. La instalación se hacía por medio de un sencillo instalador gráfico llamado Thus, desde la versión 15.09 se usa CALAMARES como instalador o mediante una interfaz semi gráfica de terminal que permite una mayor personalización. El hardware es detectado automáticamente y se instalan los drivers requeridos también de forma automática. La gestión de paquetes es manejada por pacman pero añade una interfaz gráfica para búsqueda e instalación de paquetes, Pamac en el caso de las ediciones basadas en GTK y Octopi en las basadas en Qt. Ambos incluyen un notificador de actualizaciones disponibles y son compatibles con AUR.
Existen versiones de 32-bits y 64-bits y es binariamente compatible con Arch Linux. Puede ser configurada como un sistema estable (semi rolling-release, por defecto) o como un sistema bleeding edge en línea con Arch.
Los repositorios son manejados con su propia herramienta denominada Boxlt diseñada al estilo git.

## Recepción
En enero de 2013 Jesse Smith de DistroWatch realizó una revisión de Manjaro Linux 0.8.3 y, en ese momento, destacaba:
"Manjaro realiza todo de manera rápida. El sistema es ligero y el escritorio Xfce es muy fluido. La distribución fue diseñada con la idea de estar lista para usar tanto como sea posible".
Smith concluía que la distribución estaba orientada a usuarios experimentados de Linux que requerían de bastantes conocimientos para instalarla y ejecutarla.
No obstante, lo anterior era aplicable a una versión muy temprana utilizada en el review. Las últimas versiones estables son muy amigables e intuitivas para con el usuario final.
Análisis más recientes concluyen que Manjaro es una de las distribuciones Linux más sencillas para el usuario final, sin renunciar a las características avanzadas de la distribución en la cual está basada, Arch, y que su estabilidad es equiparable a la de las distribuciones más populares, pese a que aún hay algunos flecos por resolver.
En diciembre de 2018, Manjaro Linux se encontraba en el Top 1 del ranking de visitas de DistroWatch de la página de Manjaro en dicho sitio web, que registra una medición sobre las distribuciones GNU/Linux y otros Sistemas Operativos de Código abierto que más interés despiertan entre los entusiastas del Software libre. Actualmente, en noviembre de 2019 se encuentra en el puesto número 2.

## Escritorios
En el año 2019, Manjaro tenía disponibles los siguientes escritorios:
- Distribuciones oficiales: Xfce, KDE y GNOME.
- Distribuciones comunitarias: Openbox, Mate, Cinnamon, Awesome, LXDE, LXQt, BSPWM, Budgie e I3.
- Distribuciones para ARM v8: Odroid N2 KDE, Odroid N2 Lxqt, Rockpro 64 Minimal, Pinebook I3, Pinebook KDE, Pinebook Lxqt, Raspberry PI 3 Lxqt, Raspberry PI 3 Minimal, Rock PI 4 Minimal, Rockpro64 Minimal, Rockpro64 KDE, Rockpro64 Lxqt.
- Única distribución que soporta 32 bits: Xfce.[16][17]

Además existe una distribución llamada Manjaro Architect, que permite realizar una instalación del sistema completamente personalizable usando la línea de comandos de linux.